# Saint-Froult

Saint-Froult este o comună în departamentul Charente-Maritime, Franța. În 1 ianuarie 2022 avea o populație de 390 de locuitori.